# Lexi Marton
Alexandra „Lexi“ Berit Marton (* 28. April 1990 in Aurora, Ontario) ist eine ehemalige kanadische Fußballspielerin.

## Karriere

### Vereine
Marton gehörte nach ihrer Highschool-Zeit dem National Training Centre of Ontario von 2006 bis 2008 an und spielte bereits im Alter von 17 Jahren für Toronto Lynx das erste Mal im Seniorinnenbereich Fußball. Mit der Mannschaft, deren Spielführerin sie war, kam sie in der W-League, die zweithöchste Spielklasse im US-amerikanischen und kanadischen Frauenfußball, zu Punktspielen.
In der Spielzeit 2008 gehörte sie dem Ligakonkurrenten Vancouver Whitecapes an, bevor sie sich an die Pennsylvania State University zur Aufnahme ihres Studiums Kommunikationskunst und -wissenschaften mit Nebenfach Wirtschaft begab. Für das Sport-Team der Bildungseinrichtung, die Nittany Lions, kam sie von 2009 bis 2013 (2012 hatte sie ihre Senior-Red-Shirt-Saison) in 56 Meisterschaftsspielen in der Big Ten Conference innerhalb der NCAA Division I zum Einsatz. Im ersten Jahr als Freshman spielte sie auch für die Mannschaft der Country Day School - Senior School, eine universitäre Vorbereitungsschule in King City nördlich von Toronto, und führte das Team als Spielführerin zu einer ungeschlagenen Saison an. Sie gewann die kanadische nationale unabhängige Meisterschaft für High Schools und wurde zum wertvollsten Spieler des Teams ernannt. Im Spieljahr 2011 kam sie noch vor der im August beginnenden Spielzeit an der PSU ein zweites Mal für die Vancouver Whitecapes in der Western Conference zu Einsätzen, wie bspw. auch in den Ausscheidungsspielen im Juli.

### Nationalmannschaft
Marton kam als Nationalspielerin für die Canadian Soccer Association zunächst in der U20-Nationalmannschaft zu Länderspielen. Während ihrer Kader-Zugehörigkeit von 2007 bis 2010 bestritt sie u. a. vom 19. bis zum 28. Juni 2008 alle vier Spiele bei der in Mexiko ausgetragenen CONCACAF-Meisterschaft (3:0 vs. Jamaika, 4:0 vs. Costa Rica, 2:1 vs. Mexiko), die mit dem 1:0-Finalsieg gegen die US-amerikanische U20-Nationalmannschaft errungen wurde. Weiterhin bestritt sie alle drei Spiele der Gruppe C bei der Teilnahme mit ihrer Mannschaft an der vom 20. November bis zum 7. Dezember 2008 in Chile ausgetragenen und altersbezogenen Weltmeisterschaft. Im Jahr 2010 war sie mit ihrer Mannschaft in Guatemala das zweite Mal bei der CONCACAF-Meisterschaft vertreten und wurde am 20. und 24. Januar 2010 im ersten und dritten Spiel der Gruppe A (1:0 vs. Costa Rica, 3:1 vs. Guatemala) und am 28. Januar 2010 bei der 0:1-Halbfinalniederlage gegen die U20-Nationalmannschaft Mexikos berücksichtigt.
Für die A-Nationalmannschaft bestritt sie u. a. zwei Spiele bei der Teilnahme am Premieren-Turnier um den Zypern-Cup 2008. Sie kam am 7. März 2008 in Paralimni beim 3:0-Sieg über die Nationalmannschaft Japans mit Einwechslung für Sophie Schmidt in der 81. Minute zum Einsatz, wie auch – als Gruppensieger – im Finale. In diesem wurde am 12. März 2008 in Nikosia – in Abwesenheit der US-amerikanischen A-Nationalmannschaft, die zeitgleich am Turnier um den Algarve-Cup teilnahm – die US-amerikanische U20-Nationalmannschaft mit 3:2 bezwungen; jedoch werden/wurden die Länderspiele gegen die US-amerikanische U20-Nationalmannschaft von der FIFA nicht als offizielle Länderspiele gewertet und finden/fanden in den Verbandslisten dieser keine Erwähnung. In einer Begegnung der spielfreien Mannschaften, die keine Auswirkung auf das Turnierergebnis hatte, wurde sie am 10. März bei der 0:2-Niederlage gegen die Nationalmannschaft Schottlands ebenfalls berücksichtigt.
Des Weiteren bestritt sie zwei Spiele im Finalturnier in Juárez um die Teilnahme am olympischen Fußballturnier 2008 in Peking. Am 6. April 2008 wirkte sie beim 1:0-Sieg über die Nationalmannschaft Costa-Ricas mit und wurde am 12. April 2008 im abschließenden und bedeutungslos gewordenen Finale gegen die US-amerikanische A-Nationalmannschaft (5:6 im Elfmeterschießen) eingesetzt, da auch die Begegnungen mit den  Nationalmannschaften Trinidad und Tobagaos und Mexikos mit 6:0 und 1:0 gewonnen wurden und damit als Zweitplatzierter die Olympiaqualifikation bereits feststand.
Am 24. April 2010 kam sie in Yongchuan bei der 0:2-Niederlage im Freundschaftsspiel gegen die Nationalmannschaft Chinas zum Einsatz, wie auch am 3. Mai 2010 in Hamar beim 1:1-Unentschieden gegen die Nationalmannschaft Norwegens. Ihren letzten Einsatz als A-Nationalspielerin für den USSF hatte sie am 22. September 2011 in Portland im Bundesstaat Oregon bei der 0:3-Niederlage im Freundschaftsspiel gegen die US-amerikanische A-Nationalmannschaft.

## Erfolge
- Zypern-Cup-Sieger 2008